# Der Fluch des Nuri
Der Fluch des Nuri è un film muto del 1918 diretto da Carl Boese.

## Trama
Una canzone conduce Mimi verso l'amato gobbo. Ma quando lei lo lascia, allontanandosi da lui, l'uomo muore.

## Produzione
Il film fu prodotto dalla Nivelli-Film-Fabrikation.

## Distribuzione
Il film venne presentato a Berlino nel 1918 allo Sportpalast-Lichtspiele. In seguito, sempre in Germania, la pellicola fu ribattezzata con il titolo Das Lied der Nisami.